# فرد إل. بلاكمون
فرد إل. بلاكمون هو محامي وسياسي أمريكي، ولد في 15 سبتمبر 1873 في مقاطعة بولك في الولايات المتحدة، وتوفي في 8 فبراير 1921 في بارتو في الولايات المتحدة. نشط حزبياً في الحزب الديمقراطي. وقد انتخب عضو مجلس النواب الأمريكي ‏.